# Arendt de Roy

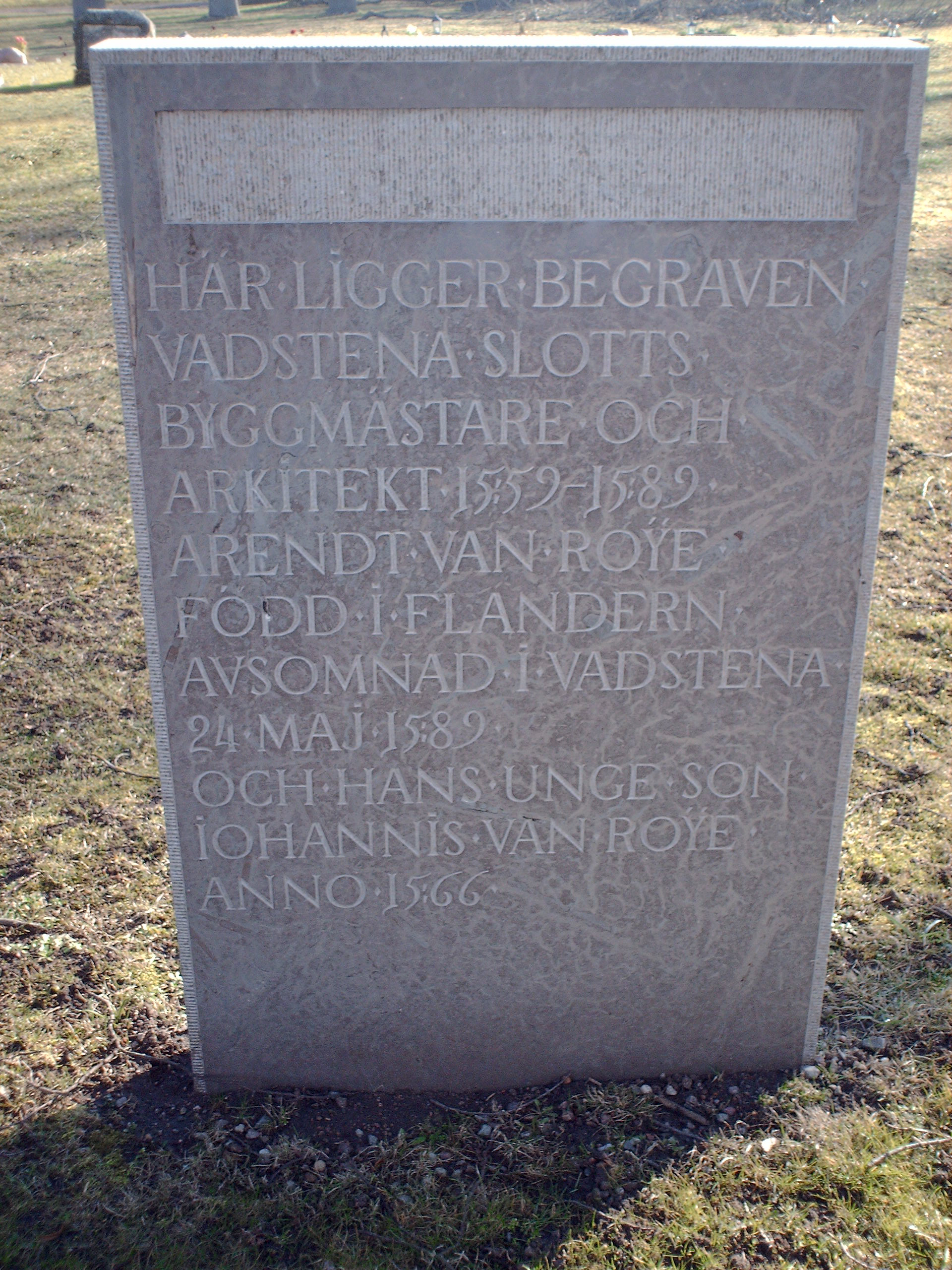
Grafsteen van De Roy in Vadstena:
Hier ligt begraven
De bouwmeester en
Architect van
Het Slot van Vadstena
1559-1589
Arendt van Roÿe
Geboren in Vlaanderen
Overleden in Vadstena
Op 24 mei 1589
En zijn jonge zoon
Iohannis van Roÿe
Anno 1566

Arendt de Roy of Arendt van Roy (gestorven 24 mei 1589) was een Vlaamse architect die als eerste bouwmeester bij de bouw van het Slot Vadstena betrokken was. In deze functie werd hij opgevolgd door bouwmeester Hans Fleming. De Roy overleed op 24 mei 1589 en ligt begraven op het kerkhof van de kloosterkerk van Vadstena.
- Library of Congress Control Number: n87939530
- Union List of Artist Names: 500325203
- Virtual International Authority File: 309813097